# Elsa Triolet
Elsa Triolet (ur. 24 września 1896 w Moskwie w Rosji, zm. 16 czerwca 1970 w Moulin de Saint-Arnoult we Francji) – francuska pisarka, żona Louisa Aragona i siostra Lili Brik.
Urodziła się jako Ełła Kagan (ros. Элла Каган) w moskiewskiej rodzinie pochodzenia żydowskiego jako córka prawnika i nauczycielki muzyki. Zarówno Elsa, jak i jej siostra Lila, otrzymały doskonałe wykształcenie i potrafiły płynnie posługiwać się językiem niemieckim i francuskim oraz grać na fortepianie. Elsa ukończyła później Moskiewski Instytut Architektury.
Elsa, zafascynowana poezją, w 1915 zaprzyjaźniła się z ówcześnie początkującym poetą i grafikiem futurystycznym Władimirem Majakowskim. Podczas domowych odwiedzin, Majakowski zakochał się w jej starszej siostrze Lili, która była małżonką Osipa Brika.
W 1918 wyjechała do Francji, w 1919 wyszła za mąż za oficera André Triolet, którego nazwisko zachowała. W 1928 poznała francuskiego pisarza Louisa Aragona, którego poślubiła i przeżyła z nim 42 lata aż do swej śmierci. To ona wpłynęła na przystąpienie męża do Francuskiej Partii Komunistycznej. 
Triolet i Aragon uczestniczyli we francuskim antyfaszystowskim ruchu oporu. W 1944 otrzymała Nagrodę Goncourtów za książkę Kochankowie z Avignonu i inne opowiadania (Le Premier Accroc coûte 200 Francs), jako pierwsza kobieta w historii tej prestiżowej nagrody we francuskiej literaturze
Elsa Triolet zmarła w wieku 73 lat na zawał serca.